# Біометан

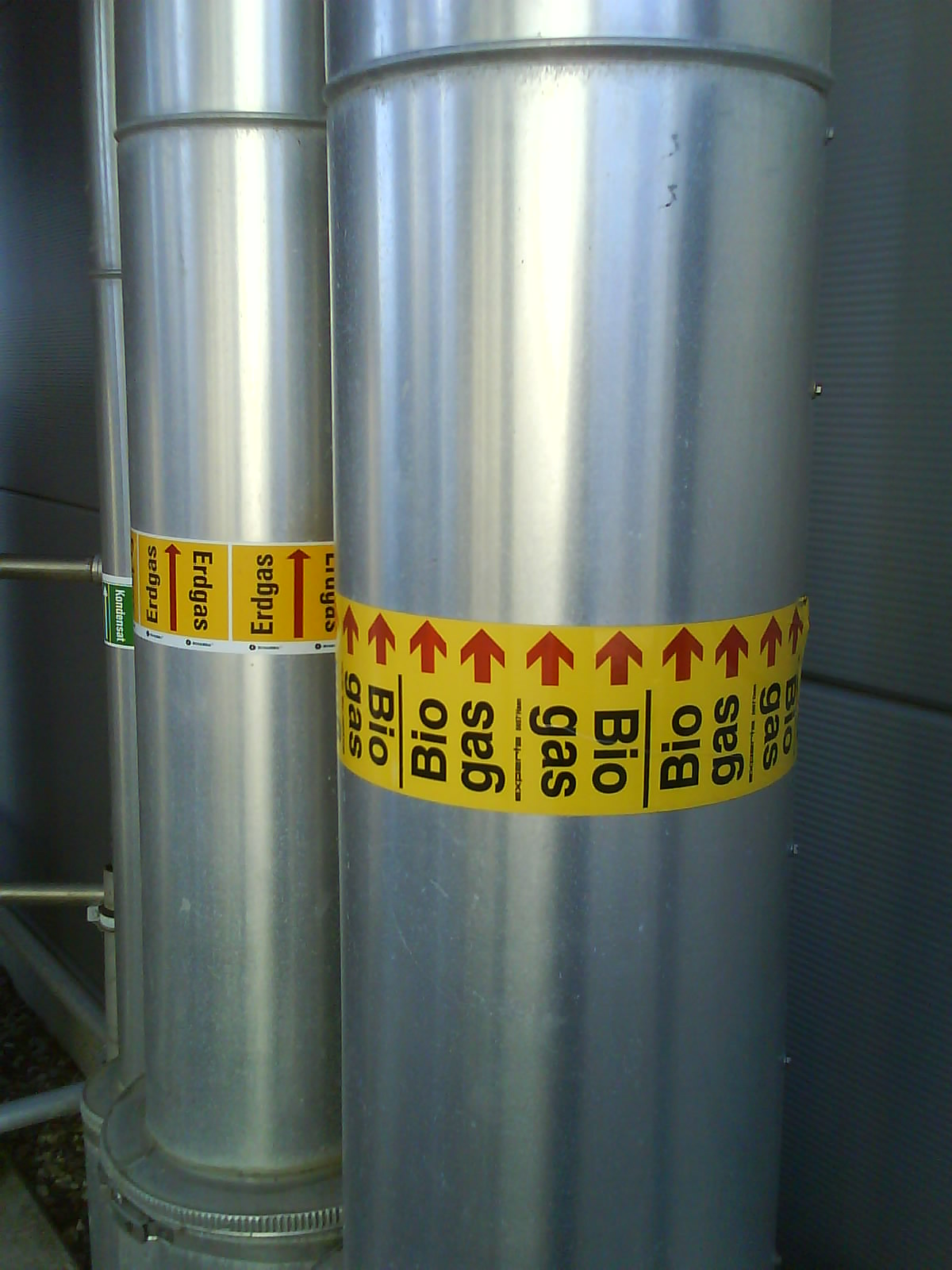
Трубопроводи природного газу та природного біогазу

Біометан, також відомий як біоприродний газ або відновлюваний природний газ (RNG) — метан, який не має викопного походження, а виробляється з біогенних речовин і є компонентом біогазу. Для його виготовлення можуть використовуватися як природні, так і технічні методи.
Перед використанням і розподілом вироблений біогаз необхідно переробити в біометан і відокремити від інших компонентів газу. Підвищивши концентрацію метану до рівня природного газу, стає можливим розподіляти газ споживачам через існуючу газову мережу та використовувати в існуючих приладах. Біометан використовується для виробництва електроенергії та тепла на комбінованих теплоелектростанціях (ТЕЦ), газових теплових насосах, паливних елементах і як паливо для транспортних засобів.

## Елементи визначення

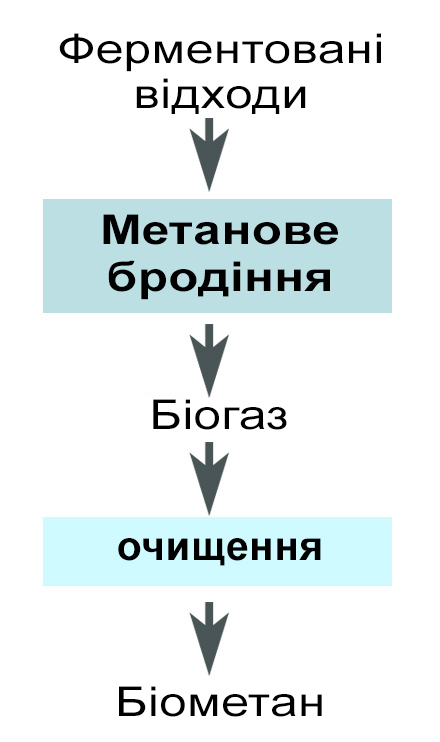
Послідовність перетворення зброджуваних відходів у біогаз, а згодом після очищення в біометан

Біометан є біогазом з якістю, доведеною до викопного природного газу, що має концентрацію метану 90 % або більше. Відновлюваний природний газ є підгрупою синтетичного природного газу (SNG).
Біометан — це біогаз, який очищають, щоб зробити його придатним для використання як палива або прийнятним для газової мережі.
У дійсності, біогаз, що утворюється в результаті бродіння органічних речовин, є енергетично бідним: містить лише від 40 до 60 % метану, стільки ж CO2 та деякі сліди інших небажаних сполук, включаючи H2S. Щоб отримати відновлюваний біометан, біогаз очищають, усуваючи, наскільки це можливо, CO2 та інші сполуки, зберігаючи лише метан, який має властивості, подібні до властивостей природного газу. Оператор також може отримувати скраплений CO2 від переробки біогазу та використовувати його в сільському господарстві та деяких галузях промисловості.

## Переваги та перспективи
Біометан можна, наприклад, використовувати в котлі, як паливо для транспортних засобів, для живлення стаціонарних двигунів або закачувати в мережу транспортування природного газу після відповідного очищення.
Відновлюваний природний газ можна виробляти та розподіляти через існуючу газову мережу, що робить його привабливим способом постачання до приміщень відновлюваного тепла та відновлюваної газової енергії, не вимагаючи додаткових капітальних витрат від споживача. Існуюча газова мережа також дозволяє розподіляти газову енергію на великі відстані з мінімальними витратами енергії. Існуючі мережі дозволять отримувати біогаз з віддалених ринків, багатих на недорогу біомасу (наприклад, Україна чи Скандинавія). Відновлюваний природний газ також можна перетворити на скраплений природний газ (LNG) для безпосереднього використання як палива в транспортному секторі.
SNG представляє особливий інтерес у країнах з розгалуженими мережами розподілу природного газу. Основні переваги SNG включають сумісність з існуючою інфраструктурою природного газу, вищу ефективність виробництва палива Фішера-Тропша та менший масштаб виробництва порівняно з іншими системами виробництва біопалива другого покоління. Центр енергетичних досліджень Нідерландів провів широке дослідження великомасштабного виробництва SNG з деревної біомаси на основі імпорту сировини з-за кордону.
Національна електромережа Великої Британії (National Grid) вважає, що принаймні 15 % усього споживаного газу може отримуватися з таких речовин, як стічні води, харчові відходи, їжа, яку викидають супермаркети та ресторани, й органічні відходи, створювані, наприклад, пивоварнями.
Дослідження, проведене на базі Інституту мікробіології та вірусології НАН України, показало, що з 1 кг твердих органічних відходів можливо отримати 50-60 літрів біометану та 100-110 літрів біоводню, а твердий залишок (30 г/кг відходів) використовувати як тверде біопаливо чи перетворити на біодобриво.
У Сполучених Штатах аналіз, проведений у 2011 році Інститутом газових технологій, визначив, що відновлюваний газ із відходів біомаси, включно з сільськогосподарськими відходами, має щорічний потенціал до 2,5 квадрильйонів Btu, і цього достатньо для задоволення потреб 50 % американських будинків у природному газі. Інститут дослідження навколишнього середовища та енергетики (Вашингтон) підрахував, що відновлюваний природний газ може замінити до 10 % усього природного газу, який використовується в Сполучених Штатах, а дослідження Національної асоціації агентств з чистої води та Федерації водного середовища показало, що кількість твердих біологічних речовин, видалених зі стічних вод, можна перетворити на біогаз, достатній для потенційного задоволення до 12 % національного попиту на електроенергію Америки.
Німецький дослідницький центр біомаси в Лейпцигу оцінює потенціал Німеччини в 8-13 млн т, у Східній Європі до 240 млн т, де 8 млн т відповідає 2,5 гігават-годинам, або енергетичній потребі 4 млн транспортних засобів на природному газі.
У поєднанні з перетворенням електроенергії на газ, коли діоксид вуглецю та монооксид вуглецю в біогазі перетворюються на метан за допомогою електролізованого водню, потенціал відновлюваного газу сирого біогазу збільшується приблизно вдвічі.

## Виробництво
Існує кілька способів метанізації двоокису/монооксиду вуглецю та водню, включаючи біометанізацію, процес Сабатьє та новий електрохімічний процес, вперше запроваджений у Сполучених Штатах, який на даний час проходить випробування.
Під час виробничого процесу можна досягти 70 % ефективності перетворення біомаси на RNG. Витрати мінімізуються шляхом максимізації масштабів виробництва та розміщення заводу анаеробного зброджування поблизу транспортних сполучень (наприклад, порту чи річки) для перевалки обраного джерела біомаси. Існуюча інфраструктура газосховищ дозволить заводу продовжувати виробляти газ із повним коефіцієнтом використання навіть у періоди слабкого попиту, допомагаючи мінімізувати виробничі капітальні витрати на одиницю виробленого газу.
Відновлюваний газ можна виробляти за допомогою трьох основних процесів:
- Анаеробне зброджування органічного матеріалу. Це можна робити у спеціальних анаеробних реакторах або як побічний газ, зібраний зі звалищ та в процесі очищення стічних вод
- Виробництво через реакцію Сабатьє. За допомогою реакції Сабатьє газ із первинного виробництва перетворюється вторинним процесом, щоб отримати газ, придатний для введення в газову мережу[18]
- Термічна газифікація органічного (звичайно сухого) матеріалу.

Метан можна виробляти технічними або природними способами. Технічно біометан можна виробляти за допомогою синтез-газу через конверсію біомаси. Біометан, отриманий таким чином, також називають синтетичним природним газом (SNG).
Однак наразі дедалі частіше використовується так званий «біогаз». Він утворюється, коли органічний матеріал розкладається за відсутності кисню. Технічно контрольовані процеси відбуваються на біогазових установках. Найбільшу частку виробленого біогазу становить метан (CH4) — 50-75 %. Крім того, в основному утворюється вуглекислий газ (CO2), а також інші гази, такі як N2, NH3, H2, H2S, O2, леткі органічні сполуки, силоксани і тіоли. Для виробництва біогазу на біогазових установках як субстрати використовуються енергетичні культури, рідкий гній, солома (залишки врожаю зернових) та іноді органічні залишки. Однак, біометан також виробляється природним шляхом як компонент біогазу в безкисневих шарах під земною поверхнею, на торфовищах, болотах, анаеробних ділянках відкладень і рисових полях, а також неконтрольовано на звалищах, резервуарах рідкого гною або через викиди від тваринництва.

### Переробка
Перед подачею в газопровідну мережу сирі гази, що утворюються в результаті бродіння і насичені водяною парою, переробляються до якості природного газу. Ця очистка газу в першу чергу включає видалення значної частки води, вуглекислого газу та сірководню, а також кондиціонування та стиснення. Для того, щоб біометан використовувався як замінник природного газу, повинна бути скоригована його теплотворна здатність (індекс Воббе). Залежно від техніко-економічних граничних умов застосовуються та поєднуються між собою різні процеси підготовки газу.
Вже на біогазовому заводі відбуваються перші етапи переробки та загального очищення (осушування та десульфуризація). Після цих етапів отриманий сирий біогаз містить середній вміст метану від 50 до 60 % і відсоток вуглекислого газу від 35 % до 45 %. Решту складають азот, кисень та інші гази.
Під час подальшої переробки до біометану компонент вуглекислого газу та залишки сірководню видаляються з біогазу різними фізичними або хімічними процесами (абсорбція, адсорбція або фільтрація), і метан значно збагачується. Отриманий біометан кондиціонується (коригування значення конденсації за допомогою LPG [ зрідженого нафтового газу ], такого як пропан, бутан або повітря), а потім стискається для подачі в мережу природного газу або для використання як біопаливо.
Крім того, повинні вимірюватися важливі параметри кінцевого газу (питома теплота згоряння, теплотворна здатність, індекс Воббе, густина тощо), а також визначатися кількість переданої енергії (розрахункова теплотворна здатність). Метою цих вимог є надання користувачам газу однакової якості та виставлення рахунків за кількість спожитої енергії. Крім того, з міркувань безпеки газ одорується, щоб прозору речовину без запаху можна було виявити за допомогою нюху.
Отже, можна виділити наступні етапи обробки:
- Десульфуризація, оскільки сірководень призводить до корозії
  - Груба десульфуризація
    - Біологічна — мікроорганізмами, що окислюють сірку
    - Хімічна — осаджувачами, такими як оксид заліза, які зв'язують сірку

  - Тонка десульфуризація шляхом адсорбції на активованому вугіллі або оксиді цинку
- Осушування газу для запобігання корозії шляхом стиснення та/або охолодження
  - Адсорбція, зв'язування води силікагелями або оксидом алюмінію
  - Конденсація через охолодження
- Відокремлення CO2: безнапірна амінна промивка, очищення водою під тиском, адсорбція коливанням тиску або мембранна технологія
- Кондиціонування: регулювання теплотворної здатності шляхом зміни складу газу
- Одоризація, щоб газ, що виділяється, розпізнавався за запахом
- Стиснення до магістрального тиску.

Переробка біогазу/газу стічних вод під нормальним тиском і подача його в мережу природного газу з тиском до 100 мбар вперше була реалізована в Майлені (Швейцарія) у червні 2008 року. Застосований процес BCM підтвердив свою ефективність, показавши значну енергетичну вигідність порівняно з переробкою під тиском. Витрати на транспортування природного газу також зменшуються, оскільки такий біометан використовується на місцях децентралізовано. Порівняно з переробкою під тиском, втрати метану при переробці до біометану без тиску значно менші. Немає дозування пропану для регулювання калорійності, а тому пропан можна продовжувати використовувати як цінну хімічну сировину замість спалювання.

### Стандартизація
Що стосується якості біогазу, існує три стандарти подачі:
- Замінний газ (відповідає якості природного газу; безпроблемна подача з регулюванням тиску), напр. оброблений біогаз (відомий саме як біометан), оброблений шахтний газ або синтетичний природний газ
- Додатковий газ (можна додавати в обмеженій кількості; має інший склад і кількість енергії порівняно з основним газом)[26]. Можливість змішування сильно залежить від якості газу та діапазону використання в газовій мережі нижче за течією
- Очищений біогаз, ще не адаптований до якості природного газу шляхом відділення CO2, подається в так звані сателітні системи в невеликих локальних мережах, як правило, із сателітною теплоелектростанцією та тепломережею через окрему лінію. Немає змішування з викопним природним газом[27].

Для того, щоб біометан був прийнятий у мережу природного газу, його основні властивості повинні відповідати властивостям природного газу. Біометан повинен відповідати наступним значенням у сімействі горючих газів, багатих на метан, визначених німецькими технічними нормами (DVGW Arbeitsblatt G 260):
1. Індекс Воббе L-газу («низький»): WS, N = 11,0-13,0 кВт·год/м³, номінальне значення = 12,4 кВт·год/м³; може тимчасово впасти до 10 кВт·год/м³
2. Індекс Воббе Н-газу («високий»): WS, N = 13,6-15,7 кВт·год/м³, номінальне значення = 15 кВт·год/м³; може тимчасово впасти до 12 кВт·год/м³.

Використання відповідним чином обробленого біогазу зі значним видаленням вуглекислого газу з калорійністю приблизно 10,6 кВт·год/м³ можливе лише як додатковий газ. Особливо це вірно для групи H. (Незбагачений газ, напр. пропан, не можна виробляти шляхом обробки біогазу з вищою калорійністю, ніж у чистого метану (11,06 кВт·год/м³)).
Оператор мережі природного газу Франції Gaz de France (GDF) видав технічні специфікації та постанову, яка рекомендує, щоб «транзитери та розподільники розробляли технічні вимоги, яких оператори та постачальники газу повинні дотримуватися при прокачуванні газу, відмінного від природного». Однак, його ст. 3 визначає, що «у випадку, якщо планується закачування в газову мережу газу, відмінного від природного, міністр енергетики може доручити уповноваженому органу надати експертний звіт, який має на меті встановити, що це закачування не становить ризику для здоров'я населення, захисту навколишнього середовища та безпеки підприємства».
| Газ             | Вміст у біогазі, %об |
| --------------- | -------------------- |
| метан           | 60-70                |
| вуглекислий газ | 30-40                |
| вода            | 1-5                  |
| сірководень     | 0-0,4                |
| аміак           | 0-0,01               |

Європейський стандарт BS EN 16723-1:2016 «Природний газ і біометан для транспортування та біометан для закачування в мережу природного газу» визначає вимоги та методи випробування біометану на вході в мережі природного газу.

## Використання

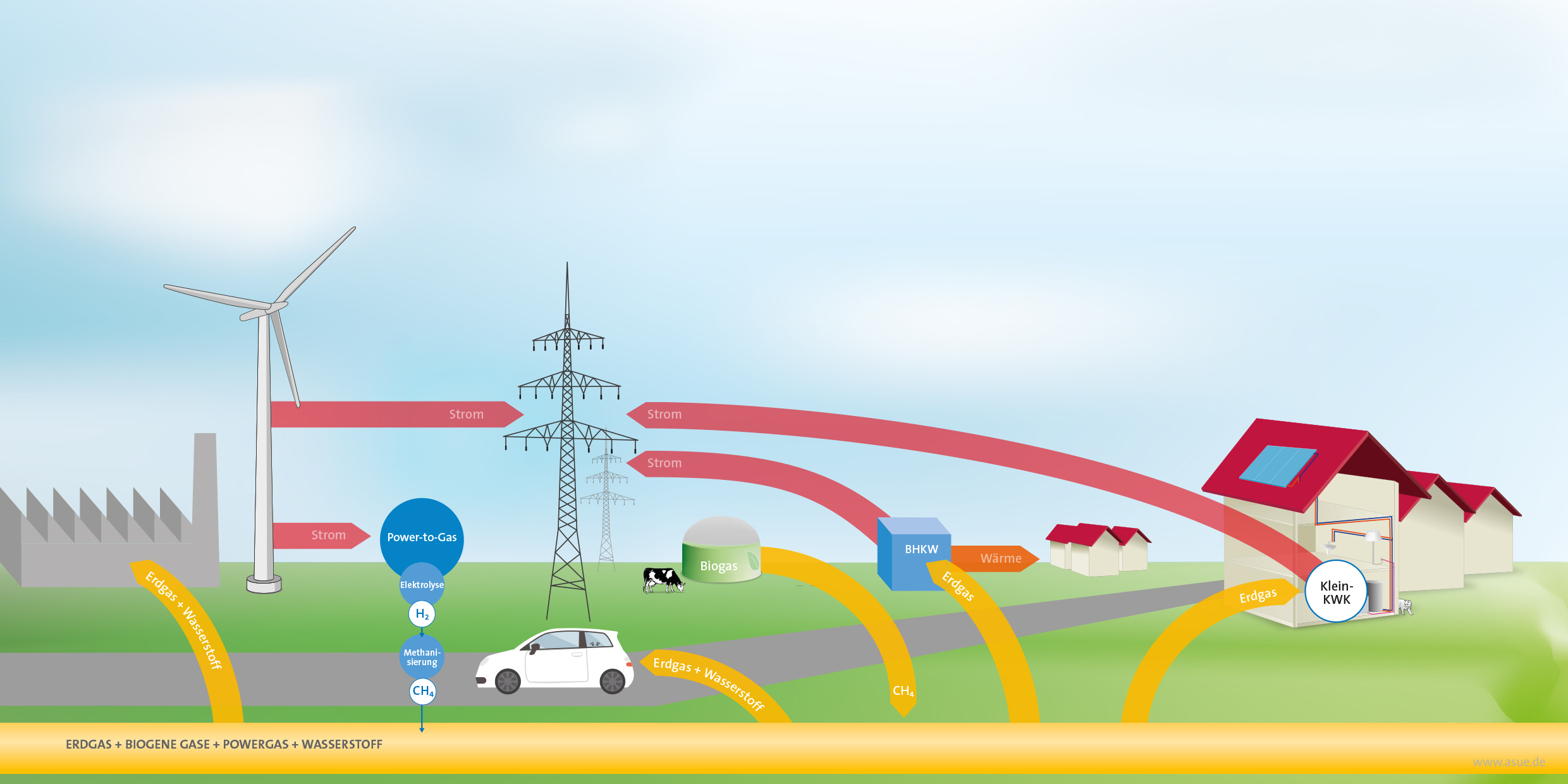
Біогаз і біометан як сполучна ланка у зв'язці енергетичного сектора

Біометан можна використовувати для отримання енергії, подаючи його в мережу природного газу (біоприродний газ) або використовуючи його як біопаливо для транспортних засобів, що працюють на природному газі. Незважаючи на те, що підживлення стає дедалі більш важливим, біометан як паливо поки що досягнув тільки нішевого застосування. У Мекленбурзі-Передній Померанії з 2011 року до природного газу було додано лише до 10 відсотків природного біогазу. У листопаді 2010 року комунальна компанія Stadtwerke München (SWM) почала заправляти 50 % природним біогазом на своїх семи газозаправних станціях.

### Подача в мережу природного газу
В процесі розподілу існує теоретична різниця між природним газом і біометаном. З будь-якої точки мережі береться кількість природного газу, еквівалентна біометану, що подається. Індивідуальні постачальники газу пропонують доставку природного газу з умістом біометану за додаткову плату як більш екологічну альтернативу чистому природному газу.

### Використання для виробництва тепла та електроенергії
В Німеччині значна частина біометану, що подається в мережу природного газу, використовується для виробництва електроенергії та тепла, оскільки деякі оператори отримують підвищені платежі за електроенергію відповідно до Закону про відновлювані джерела енергії. В процесі використання біометану застосовуються різні технології:
- Когенерація (нім. BHKW): Газовий двигун приводить в дію генератор. При децентралізованому використанні система працює відповідно до потреби в теплі, електроенергія використовується внутрішньо або подається в розподільчу мережу
- Паливні елементи (нім. BZ): Біометан розкладається на вуглець і водень і реагує в паливному елементі на мембрані з киснем, утворюючи воду та CO2. Паливний елемент зазвичай працює при нагріванні. Електроенергія використовується внутрішньо або подається в розподільчу мережу. Загальний ККД вище, ніж у BHKW
- Газові теплові насоси (нім. GWP): Газовий двигун приводить в рух компресор. Також термоконтрольований, не має живлення. Різниці температур теплового насоса, охолоджувальної води двигуна та вихлопу двигуна забезпечують широкий спектр застосувань.

Виробництво електроенергії, зокрема, в когенерації або тригенерації, можливе з меншою прибутковістю, ніж для сонячної або вітрової енергії (ефективність перетворення біогазу в електроенергію становить у середньому 30 %, що можна покращити шляхом рекуперації відпрацьованого тепла, але й тоді залишається менш цікавим, ніж інші відновлювані джерела електроенергії).

### Використання як палива
| Біопаливо                                 | Урожайність/га | Еквівалент палива [л] | Еквівалент палива на площу [л/га] | Використання [км/га] |
| ----------------------------------------- | -------------- | --------------------- | --------------------------------- | -------------------- |
| Олія рослинна (ріпакова)                  | 1590 л         | 0,96                  | 1526                              | 23300 + 17600        |
| Біодизель (метиловий ефір насіння ріпаку) | 1550 л         | 0,91                  | 1411                              | 23300 + 17600        |
| Біоетанол (пшениця)                       | 2760 л         | 0,65                  | 1794                              | 22400 + 14400        |
| Біометан (з кукурудзою)                   | 3540 кг        | 1,4                   | 4956                              | 67600                |
| BtL (з енергетичних культур)              | 4030 л         | 0,97                  | 3909                              | 64000                |
| BtL (з соломи)                            | 1361 л         | 0,97                  | 1320                              | 21000                |

1. ↑  цій кількості умовного палива відповідає 1 літр біопалива або 1 кг біометану
2. ↑  без субпродуктів
3. ↑  окремий розрахунок, не заснований на інших даних
4. 1 2 3   з біометаном із побічних продуктів ріпакової макухи/барди/соломи
5. 1 2  на основі FT-палива.

Як і природний газ, біометан можна використовувати як паливо в двигунах автомобілів, але досі біогаз не часто використовувався таким чином. Транспортні засоби, переобладнані для роботи на чистому або двовалентному природному газі, також можуть працювати на біометані. Однак, на відміну від природного газу, біометан є майже CO2-нейтральним. Коли біометан подається в мережу природного газу, а згодом використовується як паливо, то цей газ також містить певну частку біометану.
Біометан може бути відновлений як паливо для транспортних засобів in situ, або відновлений в іншому місці після введення в газорозподільну мережу, де він змішується з викопним природним газом. Попереднє дослідження ринку, проведене в Швеції в 2017 році, передбачає, що конкурентоспроможна ціна порівняно з дизелем можлива з вироблених 50 ГВт-год (гігават-годин).
У 2013 році в Німеччині працювали близько 130 газозаправних станцій, які пропонували біопаливо, виготовлене на 100 відсотків з біометану. З них 115 постачав виробник біопалива Verbio.
У 2023 році японська компанія Interstellar Technologies провела випробування космічного двигуна, який працює на паливі з переробленого коров'ячого гною. Під час випробування ракетний двигун на рідкому біометані з відходів життєдіяльності великої рогатої худоби працював протягом 10 секунд.
Вихід на ринок паливних елементів, високий досяжний електричний ККД і тривалий термін служби роблять використання біометану в паливному елементі цікавим у майбутньому, оскільки електроенергія та тепло генеруються з відновлюваної сировини.

### Інші способи
Біогаз також можна перетворити на синтетичне паливо через процес Фішера-Тропша або навіть на аміак, метанол або диметиловий ефір за допомогою добре освоєних технологічних процесів.
Найближчим часом мають з'явитися інші способи використання — на місці або дистанційно; цей газ також можна використовувати для карбохімії та для виробництва синтез-газу (суміш CO та H2) за допомогою нових способів каталітичної активації біометану або метанізації. Ці операції («сухий риформінг метану» або «паровий риформінг») все ще створюють проблеми деградації каталізатора через утворення коксу, тобто відкладення вуглецю на каталізаторі. Тому шукаються нові каталізатори (напр. рутеній), у тому числі для окислення оксиду вуглецю та сажі, що утворюється в результаті процесу.

## Комерціалізація
Майбутні родовища біогазу знаходяться в основному в сільськогосподарських районах, менше обслуговуються газовою мережею, а підключення до мережі коштує у Франції приблизно 90 000 євро за кілометр. Таким чином, перспективним є «перевезення» біогазу або біометану: газ зріджується (що ділить об'єм на 600), або просто стискається, потім збирається та транспортується вантажівкою до точки закачування.
Таким чином, виробник отримує вигоду як від закупівельної ціни, так і від певної гнучкості виробництва, будучи менш вразливим до обмежень його обладнання та близькості до газової мережі, але він повинен інвестувати в систему стиснення/розрідження, зберігання та транспортування небезпечних матеріалів, що підпадають під дію правил ADR у Франції. Це обмеження робить проєкт виробництва біометану рентабельним лише починаючи від 100—150 м³/год. Станції технічного обслуговування біоLNG, що розподіляють природний газ для транспортних засобів (NGV), стиснений (CNG) або рідкий (LNG) газ, можуть обслуговуватися вантажним автотранспортом. У 2017 році у Франції розглядалися закупівельні ціни для прямого використання біометану в паливі, що вже існує у Великій Британії, Італії та Швеції.
Паливний біогаз (bioGNV) легко адаптується для двигунів із регульованим запалюванням і забруднює набагато менше, ніж дизельне паливо та бензин. Посилення розподільної інфраструктури згідно з Європейською директивою 2014/94, спрямованою на мережу території, передбачає у довгостроковій перспективі точки заправки щонайменше кожні 150 км для CNG та 400 км для LNG.
У зв'язку з необхідним рівнем інвестицій, економною переробка біогазу в Німеччині видається лише за умови потужності приблизно від 250 м³ до 500 м³ біометану на годину. Це відповідає потужності електричної системи 1-2 МВт з прямим перетворенням біогазу в когенераційній теплоелектроцентралі (ТЕЦ).

### BioSNG з дерева
У рамках проєкту GoBiGas Göteborg Energi (Гетеборг, Швеція) відкрила перший демонстраційний завод для великомасштабного виробництва біо-SNG шляхом газифікації лісових відходів. Завод мав потужність виробляти 20 МВт біоSNG з приблизно 30 МВт біомаси, прагнучи досягти ефективності перетворення 65 %. З грудня 2014 року завод bioSNG повністю запрацював і постачав газ до шведської газової мережі, дотримуючись вимог якості з умістом метану понад 95 %. У квітні 2018 року завод остаточно закрили через економічні проблеми. Göteborg Energi інвестувала в нього 175 мільйонів євро, однак інтенсивні спроби продати завод новим власникам провалилися.
Можна відзначити, що завод виявився технічним успіхом і працював за призначенням. Однак це було економічно невигідно, зважаючи на тодішні ціни на природний газ. Очікується, що станція знову почне працювати приблизно у 2030 році, коли економічні умови можуть бути більш сприятливими, з ймовірністю підвищення ціни на вуглеводні.
Установки, що працюють на відновлюваному природному газі на основі деревини, можна розділити на дві основні категорії, одна з яких — алотермальна, яка отримує енергію з джерела за межами газифікатора. Одним із прикладів є двокамерні газифікатори з псевдозрідженим шаром, які складаються з окремих камер згоряння та газифікації. Автотермічні системи генерують тепло в газифікаторі, але вимагають використання чистого кисню, щоб уникнути розрідження азоту.
Британська консалтингова компанія NNFCC виявила, що будь-який місцевий біоSNG-завод, побудований до 2020 року, з високою ймовірністю використовуватиме «чисту деревну сировину», і що є кілька регіонів із достатньою доступністю цього джерела.

### Сталий синтетичний природний газ
Сталий SNG (англ. Sustainable synthetic natural gas) виробляється шляхом високотемпературної когазифікації біомаси або залишків відходів під тиском від 70 до 75 бар. Перевага широкого асортименту вихідної сировини полягає в тому, що можна виробляти набагато більшу кількість відновлюваного SNG порівняно з біогазом, з меншими обмеженнями ланцюга постачання. Широкий спектр видів палива із загальним вмістом біогенного вуглецю від 50 до 55 % є технічно та фінансово життєздатним. Водень додається до паливної суміші під час процесу газифікації, а вуглекислий газ видаляється шляхом уловлювання зі стадій очищення синтез-газу та каталітичного метанування очищувального газу.
Широкомасштабний сталий SNG дозволить суттєво декарбонізувати газові та електричні мережі, зберігаючи при цьому існуючий операційний та економічний зв'язок між цими мережами. Уловлювання та поглинання вуглецю можна застосовувати з невеликими додатковими витратами, таким чином поступово досягаючи глибшої декарбонізації існуючих енергетичних мереж за низьких витрат і операційного ризику. Дослідження рентабельності показують, що великомасштабний сталий SNG з 50 % вмістом біогенного вуглецю може бути введений у газотранспортну мережу високого тиску Великої Британії за ціною близько 65 p/therm. За такої вартості можна повторно переробити викопний природний газ, який використовується як джерело енергії в процесі газифікації, у 5–10 разів більшу кількість екологічно чистого природного газу. Очікується, що широкомасштабний сталий SNG у поєднанні з продовженням видобутку природного газу з континентального шельфу Великої Британії та нетрадиційного газу потенційно дозволить знизити вартість пікової електроенергії у країні.

### Розвиток RNG за країнами

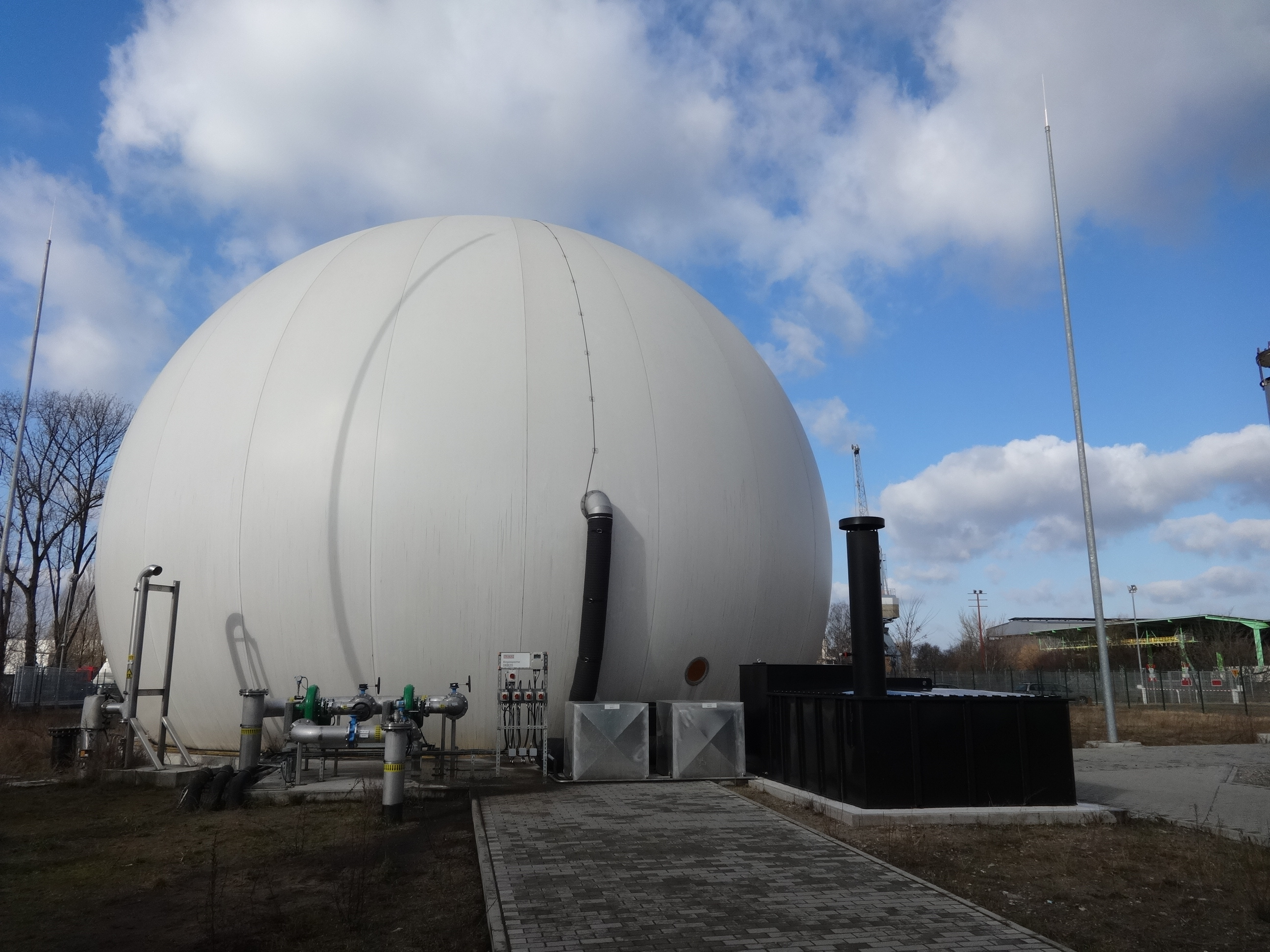
Буферне сховище біометану, розташоване на виробництві в Берліні

За даними нафтогазової компанії Shell, у 2021 році виробництво біометану у світі становило близько 4,3 млрд м³, з них понад 3 млрд м³/рік — у європейських країнах.
ЄС планує збільшити виробництво біометану з 4,2 млрд м³/рік у 2023 р. до 35 млрд м³/рік у 2030 р. і до 90-125 млрд м³/рік у 2050 р.
У 2012 році в Цербігу (Саксонія-Ангальт, Німеччина) був введений в експлуатацію перший завод, який може виробляти 260 000 т біометану на рік із соломи (2017).
У 2015 році Німеччина значно випередила європейський рейтинг країн-виробників біометану з 10 000 ГВт-год, введених у газові мережі через 190 установок; позаду йде Сполучене Королівство з 51 установкою, що ввели 2000 ГВт-год, потім Нідерланди з 25-ма установками, що ввели 900 ГВт-год, Данія (14 уст., 360 ГВт-год), Швеція (60 уст., 290 ГВт-год), Австрія (13 уст., 240 ГВт-год), Швейцарія (25 уст., 130 ГВт-год), Франція (20 уст., 82 ГВт-год) і Фінляндія (10 уст., 76 ГВт-год).
Просування Німеччини та Великої Британії пояснюється насамперед тим, що ці країни дозволили виділяти певні культури для виробництва біогазу (включаючи харчові, такі як кукурудза), у той час як Франція дозволяє лише використання відходів, за винятком особливих випадків, таких як втрачений і непридатний для продажу врожай через град або захворювання. У Франції також дозволено виділення сільськогосподарських угідь для виключного виробництва біометану з покривних культур. Таким чином, більше мільйона гектарів кукурудзи у Франції призначено для виробництва метану.
Французька ціль на 2030 рік становить 56 ТВт-год (шляхом метанізації 130 млн тон мулу та суспензії, стоків, відходів рослинництва), а до 2050 року — до 400−550 ТВТ-год, щоб весь газ, який споживається в країні, отримувався від метанізації (210 ТВТ-год), газифікації біомаси (160−280 ТВТ-год), метанації (20−35 ТВТ-год) і використання мікроводоростей (10−25 ТВТ-год).
Подача біогазу в Німеччині регулюється численними законодавчими нормами, зокрема Законом про відновлювані джерела енергії (EEG), Законом про відновлювані джерела теплової енергії (EEWärmeG), Законом про енергетичну промисловість (EnWG), Указом про тарифи на газові мережі та правилами DVGW. Постанова про доступ до газової мережі (GasNZV), яка набула чинності з квітня 2008 року, значно спростила доступ біометану до мережі природного газу. Крім того, постанова визначає мету федерального уряду щодо розширення використання біогазу: до 2020 року 60 млрд. кВт·год біогазу та до 2030 року 100 млрд. кВт·год біогазу повинно надходити до газової мережі. Це буде приблизно одна десята природного газу, спожитого країною в 2008 році, — 930 млрд кВт/год.
У Німеччині в листопаді 2017 року було в експлуатації 190 заводів з виробництва біометану загальною потужністю 1 млрд м³ на рік. На той же рік по всій країні очікувалася 191 пускова система продуктивністю 113 тис. м³/год. Заявлена мета федерального уряду полягала в тому, щоб у 2020 році в країні вироблялося близько 60 мільярдів кВт-год біометану на рік. Це відповідає потужності приблизно від 1200 до 1800 біометанових установок і, отже, новому будівництву щонайменше 120 установок на рік з обсягом інвестицій у технології виробництва €10-12 млрд. Щоб забезпечити виробництво біогазу енергетичними культурами, до 2020 року мало бути доступним 1,2 млн гектарів обробленої землі. Щоб досягти мети, виробництво біогазу має збільшитися на 150 % порівняно з 2007 роком, припускаючи, що весь біогаз модернізується до біометану. При виробленні електроенергії на ТЕЦ можна покрити близько 4 % потреби в електроенергії.
Як і біогаз, біометан субсидується, зокрема, через Закон ФРН про відновлювані джерела енергії. Конкурентоспроможність біометану порівняно з енергоносієм-замінником природним газом не є ні очевидною, ні передбачуваною. Якщо припустити продовження класичної індексації цін на нафту до ціни на природний газ, поріг економічної життєздатності для біометану перевищуватиме 230 доларів США за барель нафти Brent. Проте залишається сумнівним, чи зв'язок із цінами на нафту існуватиме в майбутньому — принаймні в нинішньому вигляді. Оптові ціни на внутрішньому ринку природного газу в Німеччині стабільно зростають, наприклад, лістинги на Лейпцизькій енергетичній біржі EEX.
У Великій Британії використання анаеробного зброджування зростає як засіб виробництва відновлюваного біогазу: по всій країні побудовано майже 90 місць закачування біометану. Ecotricity оголосила про плани постачати зелений газ британським споживачам через національну мережу. Centrica також оголосила, що почне закачувати газ, вироблений зі стічних вод, у газову мережу.
У Канаді постачальник газу в Британській Колумбії FortisBC закачує відновлюваний природний газ у свою існуючу газорозподільну систему.
Американська компанія під назвою Divert, яка займається зменшенням кількості харчових відходів за рахунок пожертвувань, оголосила, що використає інвестиції в розмірі 1 мільярда доларів від канадського оператора трубопроводів Enbridge для розширення існуючої мережі анаеробних апаратів харчових відходів для покриття всіх основних ринків Північної Америки.

#### В Україні
Оскільки Україна має найбільшу в Європі площу сільськогосподарських земель, то потенціал генерації біометану також великий. Він оцінюється у 9,7 млрд м³/рік, що дорівнює близько 80 % річного імпорту природного газу. У 2030 році загальне виробництво біометану в Україні може досягти 1 млрд м³/рік, а у 2050 — 20 млрд м³/рік (за умови відкриття 4000 заводів та інвестицій в обсязі 40 млрд €).
Перша установка була побудована 1993 року на свинофермі «Запоріжсталі». Наступними стали компанії «Агро-Овен», «Еліта», «Українська молочна компанія», а також «Юзефо-Миколаївська біогазова компанія», Галс Агро, Регіональна газова компанія (РГК). Впровадження біогазових технологій наразі залишається справою флагманів АПК, що мають власні ресурси для роботи в умовах слабкого фінансового ринку і відсутності інвестицій.
За даними Біоенергетичної асоціації України, у країні станом на 2022 рік працювали 77 біогазових установок. Вони виробляли до 260 млн м³/рік палива, які можна переробити на майже 150 млн м³ біометану. Також асоціація розраховує, що до 2030 року Україна здатна повністю замістити імпортований природний газ в обсязі до 10 млрд м³/рік і в цій частині стати енергонезалежною.
У 2022 році РГК та «Галс Агро» і нідерландська компанія STX підписали меморандум про співпрацю з метою продажу українського біометану до Європи. Передбачається, що між компаніями буде реалізовано продаж біометану через віртуальну торгову точку (VTP). Це дозволить продавати газ, який було фізично подано до газорозподільних мереж України, в Європу.
На початку 2023 р. Україна уклала з Європейським Союзом Меморандум щодо стратегічного партнерства у сфері біометану, водню та інших синтетичних газів.
У 2023 р. «Чернігівгаз» вперше підключив до своєї мережі завод з виробництва біометану групи РГК. На рік він вироблятиме близько 3 млн м³ газу, який споживатиме близько 1500 клієнтів.
Нарощування експорту біометану є актуальним з огляду на перегляд країнами ЄС своїх енергетичних стратегій на фоні російського вторгнення в Україну та пошук альтернативи поставкам енергоносіїв з Росії.
У 2023 році Уряд прийняв Енергетичну стратегію до 2050 року. Очікується, що біогаз стане одним із замінників природного газу, а до 2025 року в країні реалізують п'ять біометанових проєктів.
В Україні повинно бути створено реєстр біометану, призначений для реєстрації поданого до газотранспортної/газорозподільної системи та відібраного з такої системи обсягу біометану, а також для формування гарантій походження біометану, їх передачі, розподілу або анулювання та надання сертифікатів походження біометану.
ДСТУ EN 16723-1:2023 «Природний газ і біометан в транспорті та біометан для закачування в мережу природного газу» визначає технічні характеристики біометану для подачі в мережу. Він відповідає базовому технічному стандартові ЄС та набрав чинності з 1 листопада 2023 року.
Станом на вересень 2024 року завершено будівництво двох заводів, сім у процесі будівництва. Їх потужність складає від 3 до 56 млн м³/рік біометану.
1 жовтня 2024 року група компаній VITAGRO вперше в Україні забезпечила перший пуск біометану в газотранспортну систему Хмельницької області. Завод із виробництва біометану дає приблизно 6 тис. м³ на 60-70 % потужності.
Протягом 2024 року компанії VITAGRO і Галс-Агро закачали до підземних сховищ газу України 1 млн куб. м біометану.
Поставки українського біометану за кордон почалися в лютому 2025 р.
| Джерело біометану                                                         | млрд м³/рік |
| ------------------------------------------------------------------------- | ----------- |
| з відходів тваринницьких підприємств                                      | 0,9         |
| з пожнивних решток с/г культур                                            | 5,2         |
| з побічної продукції харчової промисловості                               | 0,7         |
| з твердих побутових відходів                                              | 0,5         |
| з осадів стічних вод (комунальні очисні споруди)                          | 0,1         |
| з енергетичних рослин: силос кукурудзи (з 1 млн га)                       | 3,8         |
| з покривних культур (з 20 % ріллі)                                        | 9,8         |
| з деревного палива шляхом термічної газифікації (з 10 % деревного палива) | 1,0         |
| Всього                                                                    | 21,8        |

## Екологічні питання
Біометан є невикопним відновлюваним варіантом природного газу; джерелом енергії, яке може сприяти досягненню цілей кліматично-енергетичного пакету в Європі та енергетичного переходу з меншими викидами парникових газів (краще спалювати метан, ніж викидати його в повітря, тому що це потужний парниковий газ), з метою третьої промислової революції або сталого розвитку.
Біогаз створює забруднювачі навколишнього середовища, подібні до звичайного палива природного газу, такі як оксид вуглецю, діоксид сірки, оксид азоту, сірководень і тверді частинки. Будь-який незгорілий газ містить довгоживучий парниковий газ метан. Ключова відмінність біометану від викопного природного газу полягає в тому, що його часто вважають частково або повністю вуглецево-нейтральним, оскільки вуглекислий газ, що міститься в біомасі, природним чином поновлюється в кожному поколінні рослин, а не вивільняється з викопних запасів, і не збільшує вміст діоксиду вуглецю в атмосфері.
Головне занепокоєння полягає в тому, що потенційний вихід біогазу становитиме лише невеликий відсоток існуючих запасів викопного газу (також званого природним газом). Цей факт змусив існуючих постачальників природного газу відмовитися від заходів щодо збільшення використання електроенергії як джерела енергії, зменшуючи попит на газ. Ця реальність спонукала газову компанію Південної Каліфорнії (SoCalGas) таємно підтримати створення некомерційної організації «Каліфорнійці за збалансовані енергетичні рішення» (C4Bes), яка стала лобіювати газовий сектор і протистояти імпульсу на електрифікацію. Клуб Сьєрра викрив участь SoCalGas у створенні C4Bes (див. Астротурфінг), тому C4Bes згорнула свою лобістську діяльність, хоча й продовжувала сприяти попиту на газ.